# (1325) Инанда
(1325) Инанда (лат. Inanda) — довольно маленький астероид главного пояса, который был открыт 14 июля 1934 года южноафриканским астрономом Сирилом Джексоном в обсерватории Йоханнесбурга и назван в честь города Инанда.

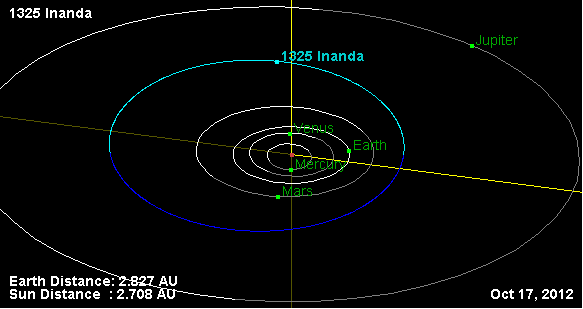
Орбита астероида Инанда и его положение в Солнечной системе